# شراب الذرة
شراب الذرة هو سائل حلو المذاق لزج مصنوع من النشا المستخرج من الذرة ويحتوي على كميات متفاوتة من الغلوكوز، المالتوز وسكريات قليلة التعدد.

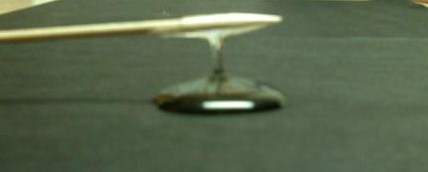
شراب الذرة على السطح الأسود

## استخدامات شراب الذرة
يستخدم شراب الذرة في الأطعمة والحلويات والفطائر والمعجنات والفواكه المعلبة وفي كثير من الأطعمة الأخرى. حيث يقوم شراب الذرة بتعزيز النكهة ويجعل الكريمات والحلويات ذات قوام مرن. كما أنه يحتفظ بالرطوبة ويجتذبها ومنع تبلور السكر ولذلك يساعد على منع الفطائر من أن تفقد مذاقها.

## صناعة شراب الذرة
يقوم أصحاب المعامل بصنع شراب الذرة من دقيق القمح والماء. ويضيفون إلى هذا الخليط محلولاً حمضيًا ضعيفًا، أو إنزيمات معينة (جزيئات بروتينية)، ثم يطهونه تحت الضغط. ويتألف رب سكر الذرة الناتج بصورة رئيسية من نوعين من السكر هما، الجلوكوز والمالتوز إضافة إلى مادة لزجة تدعى الدكسترين. ولكي يجعل أصحاب المصانع الشراب أكثر حلاوة، فإنهم يقومون بإضافة إنزيم آخر يحول بعض الجلوكوز إلى سكر أكثر حلاوة يدعى الفروكتوز. وبمعالجة أخرى للشراب ينتج شراب الذرة ذي النسبة العالية من الفروكتوز. وتقل تكاليف هذا الشراب ذي النسبة العالية من الفروكتوز عن غيره. ومع أنه أكثر حلاوة من غيره من المحُليّات، لكنه ليس أعلى في السُّعرات الحرارية منها.

## شراب الذرة أمشراب الجلوكوز
يشيع استخدام تسمية شراب الذرة بشراب الجلوكوز ولكن شراب الجلوكوز يمكن أن يتكون من المحاصيل الأخرى غير الذرة كمثال البطاطس والقمح والشعير والأرز.